# Homoplazja

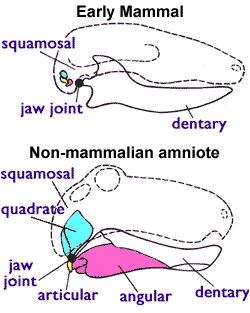
Staw skroniowo-żuchwowy (na dole) wyewulował u przodka ssaków tylko raz. Stanowi synapomorfię ssaków i nie występuje w żadnej innej grupie organizmów żywych (na dole: czaszka niezaliczanego do ssaków wczesnego owodniowca – stan ancestralny)
jaw joint – staw żuchwowy
squamosal – kość łuskowa
dentary – kość zębowa
quadtate – kość kwadratowa
articular – kość stawowa
angular – kość kątowa

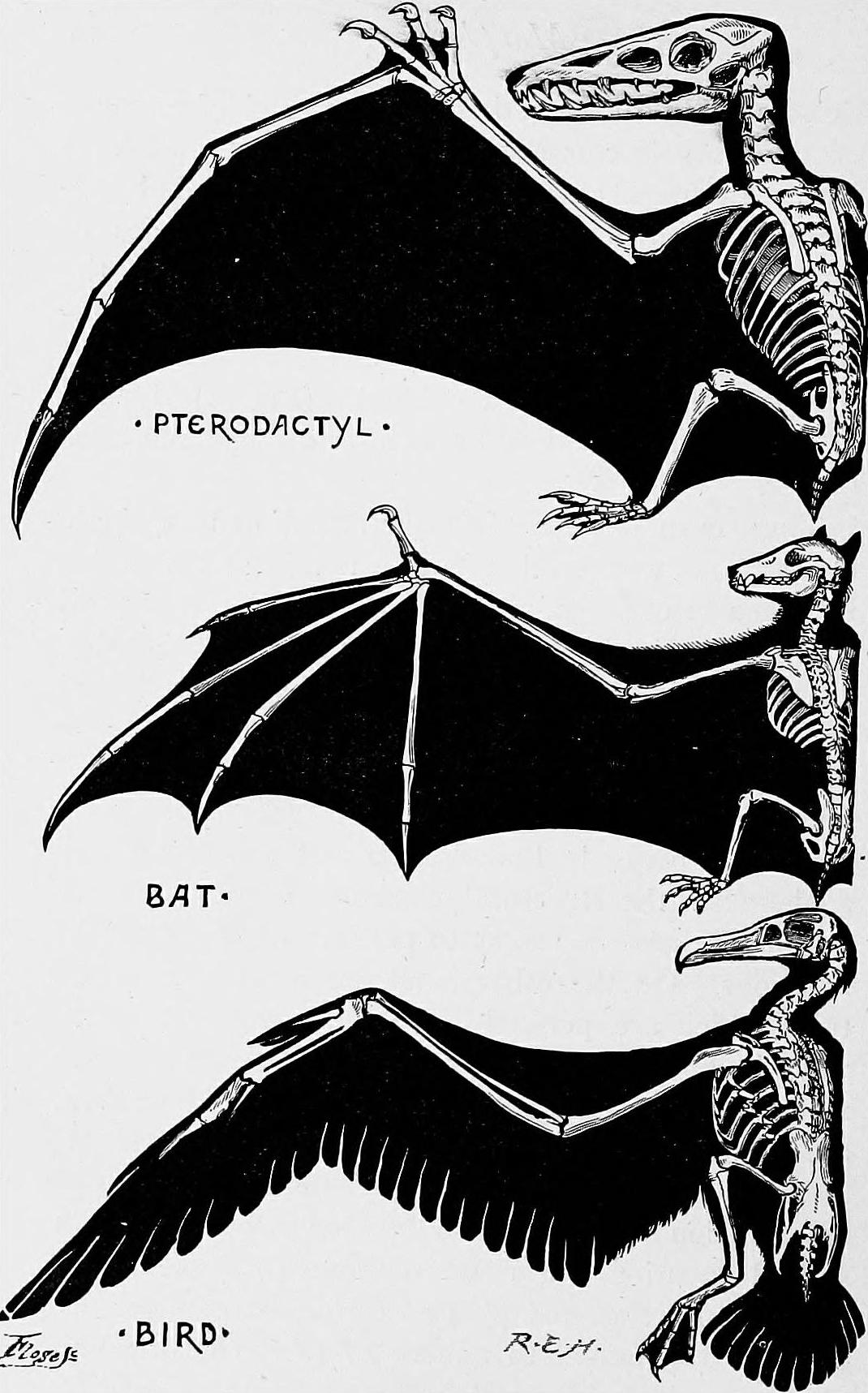
Pomimo że kończyny pterozaurów (1), nietoperzy i ptaków są homologiczne, wytworzenie się z nich skrzydeł nastąpiło drogą homoplazji (konwergencja). Każde ze skrzydeł bazuje na innych rozwiązaniach anatomicznych

Homoplazja – w biologii występowanie u różnych taksonów cech podobnych, ale niehomologicznych (niewystępujących u ostatniego wspólnego przodka tych taksonów), powstałych w wyniku konwergencji, paralelizmu (gdy dana cecha występuje u co najmniej dwóch linii ewolucyjnych, ale nie u ich ostatniego wspólnego przodka) lub rewersji (gdy cecha jest obecna/nieobecna u przodka, zanika/pojawia się u jego najbliższych potomków, a u dalszych potomków dochodzi do jej wtórnego pojawienia się/zaniku). Te typy homoplazji nie muszą się wzajemnie wykluczać i niekiedy bywają trudne do odróżnienia. Konwergencja przeważnie zachodzi u organizmów spokrewnionych ze sobą bardziej odlegle niż w przypadku paralelizmu. Wynika zazwyczaj z różnych mechanizmów genetycznych, podczas gdy paralelizmy powstają w wyniku podobnych przyczyn genetycznych.
Fenotypowe podobieństwo może wynikać z homoplazji na różnych poziomach, takich jak różne mutacje tego samego genu, różnych genów lub różnych funkcji genów, co sugeruje, że wpływ doboru naturalnego na ewolucję fenotypów jest ograniczony czynnikami genetycznymi.

## Powstawanie homoplazji
Homoplazje nie należą do rzadkich zjawisk. Mogą one powstać w różnych mechanizmach.
Jednym z nich jest konwergencja. Polega ona na powstawaniu zewnętrznie podobnych do siebie cech na drodze różnych przemian. Futuyma jako przykład podaje ewolucję oczu kręgowców i głowonogów. W każdym z tych dwóch przypadków w oku można wyróżnić siatkówkę czy też soczewkę. Jednakże głębsze przyjrzenie się tym strukturom ujawnia istotne różnice. Z siatkówki w obu przypadkach wychodzą zmierzające do mózgu aksony komórek nerwowych. Jednak u kręgowców wychodzą one ze szczytowej części komórek, natomiast u głowonogów z tylnej. Świadczy to o ich różnym pochodzeniu.
Do zjawiska konwergencji podobny jest paralelizm ewolucyjny, gdy dana cecha powstaje niezależnie u organizmów blisko ze sobą spokrewnionych. Jako przykład można podać podobne przekształcenia odnóży bliskich sobie skorupiaków, które powstały w drodze ewolucji kilkakrotnie.
Innym mechanizmem prowadzącym do powstania homoplazji jest rewersja. Mówi się o niej, gdy jakaś cecha apomorficzna ulegnie zmianie, w efekcie której przywrócony zostanie stan pierwotny (ancestralny). Futuyma przytacza jako przykład zęby płaza Amphignathodon. Wywodzi się on z linii płazów bezogonowych, zazwyczaj pozbawionych zębów. Przodkowie tych płazów mieli jednak zęby – stanowiło to dla nich cechę plezjomorficzną – ale w tej linii nastąpiła ich utrata. Ponowne pojawienie się zębów u rodzaju Amphignathodon stanowi więc rewersję, czyli powrót do cechy ancestralnej.
Homoplazje wykrywa się analizami filogenetycznymi. Za rozwój cech homoplastycznych może odpowiadać ten sam mechanizm genetyczny, np. oczy zarówno bezkręgowców, jak i kręgowców powstają w wyniku zbliżonych czynników transkrypcyjnych – tego typu homoplazje wykazujące wspólne podłoże genetyczne nazywane są głębokimi homologiami. Z drugiej strony powstają one jako adaptacje do podobnych warunków środowiskowych. Przykładowo podobny kształt dzioba obserwuje się u różnych niespokrewnionych ze sobą bliżej linii ptaków żywiących się tym samym pokarmem.

## Rola w filogenetyce
Homoplazje odgrywają dużą rolę w filogenetyce. Utrudniają wykonywanie analiz filogenetycznych.
Jednym z założeń teorii ewolucji od czasów Darwina jest to, że różne taksony może łączyć wspólne pochodzenie – powstały na drodze ewolucji ze wspólnego przodka. W miarę zachodzenia tego procesu pojawiały się u nich kolejne cechy, którymi różne gałęzie wywodzące się od wspólnego pnia zaczęły różnić się od siebie. Powstawały cechy nowe, czyli apomorfie. Nowe cechy charakterystyczne dla danego taksonu, czyli synapomorfie, mają kluczowe znaczenie w analizie filogenetycznej.
Analizę filogenetyczną rozpoczyna się właśnie od wyboru cech, które mają posłużyć odtworzeniu filogenezy. Jednakże fakt, że jakaś cecha występuje u kilku organizmów, nie oznacza wcale, że musi być ona synapomorfią. Może być starą ewolucyjnie cechą, a więc symplezjomorfią. Nawet jednak nowa apomorfia nie musi oznaczać synapomorfii. Może być także homoplazją, a więc wspólną cechą niebędącą synapomorfią, w przeciwieństwie do synapomorfii nie mającą pozytywnej wartości dla ustalania pokrewieństw pomiędzy organizmami, a nawet utrudniającą odgadnięcie tych pokrewieństw.
Synapomorfia tworzy się bowiem w przebiegu ewolucji tylko raz. Natomiast pojawienie się tej samej cechy, czy też tego samego stanu cechy, oznacza wystąpienie homoplazji. Osobniki dzielące synapomorfię odziedziczyły ją więc po wspólnym przodku, osobniki, które łączy homoplazja, nie. W powyższym przykładzie występowanie oka z siatkówką i soczewką u głowonogów i kręgowców mogłoby skłonić do fałszywego poglądu, że grupy te odziedziczyły te struktury po wspólnym przodku, u którego one powstały. W rzeczywistości jednak tak nie było, a oko kręgowców i głowonogów ma zupełnie inne pochodzenie.